# Bartolomeo Spani
Bartolomeo Spani (Reggio Emilia, 1468 – Reggio Emilia, 1539) è stato un orafo, scultore e architetto italiano.

## Biografia
Bartolomeo Spani, figlio dell'orafo Clemente Spani, nacque a Reggio Emilia nel 1468.
Gli Spani erano una famiglia di origine cremonese.
Ebbe sei fratelli, due dei quali appresero come lui l’arte paterna, Francesco Vincenzo e  Giovanni Ludovico.
Intorno al 1487 Spani sposò Caterina Capponi, dalla quale ebbe cinque figli, di cui due continuarono il suo mestiere: Giovanni Andrea divenne un orefice e Girolamo fu scultore.
È presumibile che sia stato maestro di suo nipote Prospero Sogari, detto il Clemente.
Tra il 1488 e il 1491, e il 1506 e il 1507, trascorse periodi di studio a Roma, durante i quali sviluppò la conoscenza dei modelli scultorei antichi e moderni.
Lo stile scultorio di Spani rielaborava i modelli e gli stilemi della scultura romana, quella fiorentina affermatisi tra la metà del Quattrocento e l’inizio del Cinquecento (specialmente di Andrea Bregno e di Andrea Sansovino) e la scultura monumentale veneziana.
Per questo motivo fu celebrato da Cesare Cesariano, il quale lo poneva tra i massimi esponenti della scultura del proprio tempo, assieme a Michelangelo, Giovan Cristoforo Romano, Cristoforo Solari, il Bambaia e Tullio Lombardo, tutti artisti che svolsero come Spani un apprendistato romano.
Il 22 settembre 1522 Spani concordò con Matteo Maria Tacoli, massaro della fabbrica Girolda della cattedrale di Reggio, di realizzare una Madonna col Bambino in rame dorato dell’altezza di otto braccia e mezza, con ai lati le figure di Antonio e Giroldo Fiordibelli. L’opera, che può essere considerata uno dei vertici della produzione di Spani (soprattutto per il materiale lavorato, particolarmente congeniale alla sua formazione da orafo), fu sistemata in una nicchia del tiburio del duomo reggiano, dove ancora permane.
Il 15 giugno 1524 Gian Andrea Spani, figlio di Bartolomeo, attestò la ricezione da parte del padre del compenso dato da Franceschino Calcagni per la costruzione di un portale, identificato dalla critica con il monumentale portale di Palazzo Fontanelli, in arenaria, oggi conservato ai Musei Civici di Reggio Emilia.
Morì nel 1539 a Reggio Emilia.

## Opere
- Turibolo d'argento, Reggio Emilia, basilica di San Prospero, 1494 (oggi andato perduto);
- Orologio di Venezia (parti in rame sbalzato), Venezia, 1500 circa;
- Crocifisso per altare maggiore, Reggio Emilia, cattedrale, 1509;
- Amboni di marmo (in cornu Epistulae e in cornu Evangelii), Reggio Emilia, cattedrale, 1509 circa;
- Quattro formelle raffiguranti gli Evangelisti, Reggio Emilia, cattedrale, 1509 circa;
- Tomba di Gasparino Lanzi, Reggio Emilia, cattedrale, 1513-1514 (oggi andata perduta);
- Figure marmoree dei santi Crisanto e Daria, Reggio Emilia, cattedrale (cripta), 1513-1514 circa;
- Tomba di Guido Manfredi, Reggio Emilia, cattedrale (cappella Malaguzzi), 1513-1514 circa;
- Tomba di Valerio Malaguzzi, Reggio Emilia, cattedrale (cappella Malaguzzi), 1515 circa;
- Tomba di Francesco Molza, Modena, duomo, 1516;
- Chiesa di San Giacomo Maggiore (facciata), Reggio Emilia, 1520 circa (parzialmente distrutta nel 1915);
- Annunciazione, Reggio Emilia, Musei Civici di Reggio Emilia, frammento della facciata della chiesa di San Giacomo Maggiore, 1520 circa;
- Fregio in terracotta, Reggio Emilia, Musei Civici di Reggio Emilia, frammento della facciata della chiesa di San Giacomo Maggiore, 1520 circa;
- Ritratti clipeati dei Santi Prospero, Crisanto, Daria, Gioconda, Massimo e Venerio; Reggio Emilia, Musei Civici di Reggio Emilia, frammento della porta della chiesa di San Giacomo Maggiore, 1520 circa;
- Busto di Santa Giustina (frammenti), argento, Padova, basilica di Santa Giustina, 1520 circa;
- Tomba di Ruffino Gabbioneta, Reggio Emilia, basilica di San Prospero, 1520 circa;
- Madonna col Bambino, rame dorato, Reggio Emilia, cattedrale, 1522 circa;
- Portale di Palazzo Fontanelli, arenaria, Reggio Emilia, Musei civici, 1524 circa;
- Lastra epigrafica, Reggio Emilia, Musei civici, proveniente dal cimitero della chiesa di San Marco, 1525;
- Tomba di Andrea Zoboli, Reggio Emilia, chiesa di San Giorgio (frammento), proveniente dalla chiesa di San Marco, 1526-1527;
- Tabernacolo eucaristico, marmo, Reggio Emilia, Musei civici, tra 1527 e 1530;
- Monumento a Beltrando Rossi, Parma, basilica di Santa Maria della Steccata, tra 1531 e 1536;
- Celleria del monastero di San Prospero, Reggio Emilia, 1531 circa;
- Lapide per la tomba di Gian Battista Martelli, Reggio Emilia, chiesa di San Prospero, 1531 circa;
- Acquasantiera, Reggio Emilia, chiesa di San Prospero, 1534 circa;
- Macchina teatrale con idra, Reggio Emilia, 1536 circa (oggi perduta);
- Busti di Santi Crisante e Daria, argento, Bartolomeo e Gian Andrea Spani, Reggio Emilia, cattedrale, 1537 circa;
- Teche per reliquie dei santi Crisante e Daria, argento e oro, Reggio Emilia, cattedrale, tra 1530 e 1538.

### Opere attribuite
- Santa Barbara, marmo, Reggio Emilia, chiesa parrocchiale di Coviolo;
- S. Michele Arcangelo, terracotta, Reggio Emilia, chiesa parrocchiale di Pieve Modolena;
- Fregio con girali e deità marine, marmo, Reggio Emilia, Musei civici;
- Tomba di Siro Aghinolfi, Parma, duomo (cripta);
- Statuetta di giovane vestito all’antica, marmo, Parma, duomo.